# Arachnis verna
Arachnis verna är en fjärilsart som beskrevs av Barnes och Mcdunnough 1918. Arachnis verna ingår i släktet Arachnis och familjen björnspinnare. Inga underarter finns listade i Catalogue of Life.